# Antônio Carlos Jobim
Antônio Carlos Brasileiro de Almeida Jobim (Rio de Janeiro, 25. siječnja 1927. – New York City, 8. prosinca 1994.), poznat i kao Tom Jobim (portugalski izgovor: [tõ ʒoˈbĩ]), bio je brazilski skladatelj, pijanist, tekstopisac, aranžer i pjevač. Široko smatran jednim od velikih eksponenata brazilske glazbe, Jobim je internacionalizirao bossa novu i uz pomoć važnih američkih umjetnika, spojio je s jazzom 1960-ih, kako bi nastao novi zvuk s iznimnim popularnim uspjehom. Kao takav ponekad je poznat kao "otac bossa nove".
Jobim je bio primarna snaga iza nastanka bossa nova stila, a njegove su pjesme izvodili mnogi pjevači i instrumentalisti na međunarodnoj sceni.
Godine 1965. njegov album Getz/Gilberto postao je prvi jazz album, koji je osvojio nagradu Grammy za album godine. Također je pobijedio u kategoriji za "najbolji jazz instrumentalni album - pojedinačni ili grupni" i za "najbolji inženjerski album, neklasičan". Singl albuma "Garota de Ipanema" ("Djevojka iz Ipaneme"), jedna od najsnimljenijih pjesama svih vremena, osvojila je nagradu za "pjesmu godine".
Jobim je skladao mnoge pjesme, koje su sada uvrštene u standardni jazz i pop repertoar. Pjesmu "Djevojka iz Ipaneme" drugi su umjetnici snimili preko 240 puta. Njegov album iz 1967. s Frankom Sinatrom "Francis Albert Sinatra & Antônio Carlos Jobim", nominiran je za album godine 1968. godine.
Po njemu je nazvana zračna luka u Rio de Janeiru i maskota Tom na Olimpijskim igrama 2016. u Riju.